# Brouk (David Černý)
Brouk je pohyblivá socha od českého umělce Davida Černého nacházející se při sjezdu z dálnice D1 u multifunkčního areálu BB Centrum na Praze Michli. Konkrétně tedy ve Vyskočilově ulici přímo na konci sjezdu z ulice 5. května (D1) v Praze 4 u administrativní budovy Alpha. Představuje automobil Porsche 911 zapíchnutý na špendlíku, což má připomínat brouka v entomologické sbírce.
Socha byla odhalena 1. dubna 2020, investorem je společnost Passerinvest Group, která rozvíjí a spravuje blízké BB Centrum. Podle Černého může socha nabízet dvojsmyslný pohled na automobily a automobilismus. Zároveň kritizuje přílišnou společenskou náklonnost autům a zároveň projevuje Černého obdiv k modelu Porsche 911.

## Popis
Plastika je téměř 17 metrů vysoká a 8 metrů široká – automobil Porsche 911 je tedy v nadživotní velikosti. Auto se skládá z 11 pohyblivých segmentů, které se pohybují pomocí hydrauliky. Povrch plastiky je z růžovo-fialového laminátu, instalace dohromady váží deset tun.